# Hradové Střimelice
Hradové Střimelice (též Hradové Střímelice) jsou část obce Stříbrná Skalice v okrese Praha-východ ve Středočeském kraji. Katastrální území Hradové Střimelice má rozlohu 4,885 km². Nejbližší železniční zastávka jsou Chocerady.

## Historie

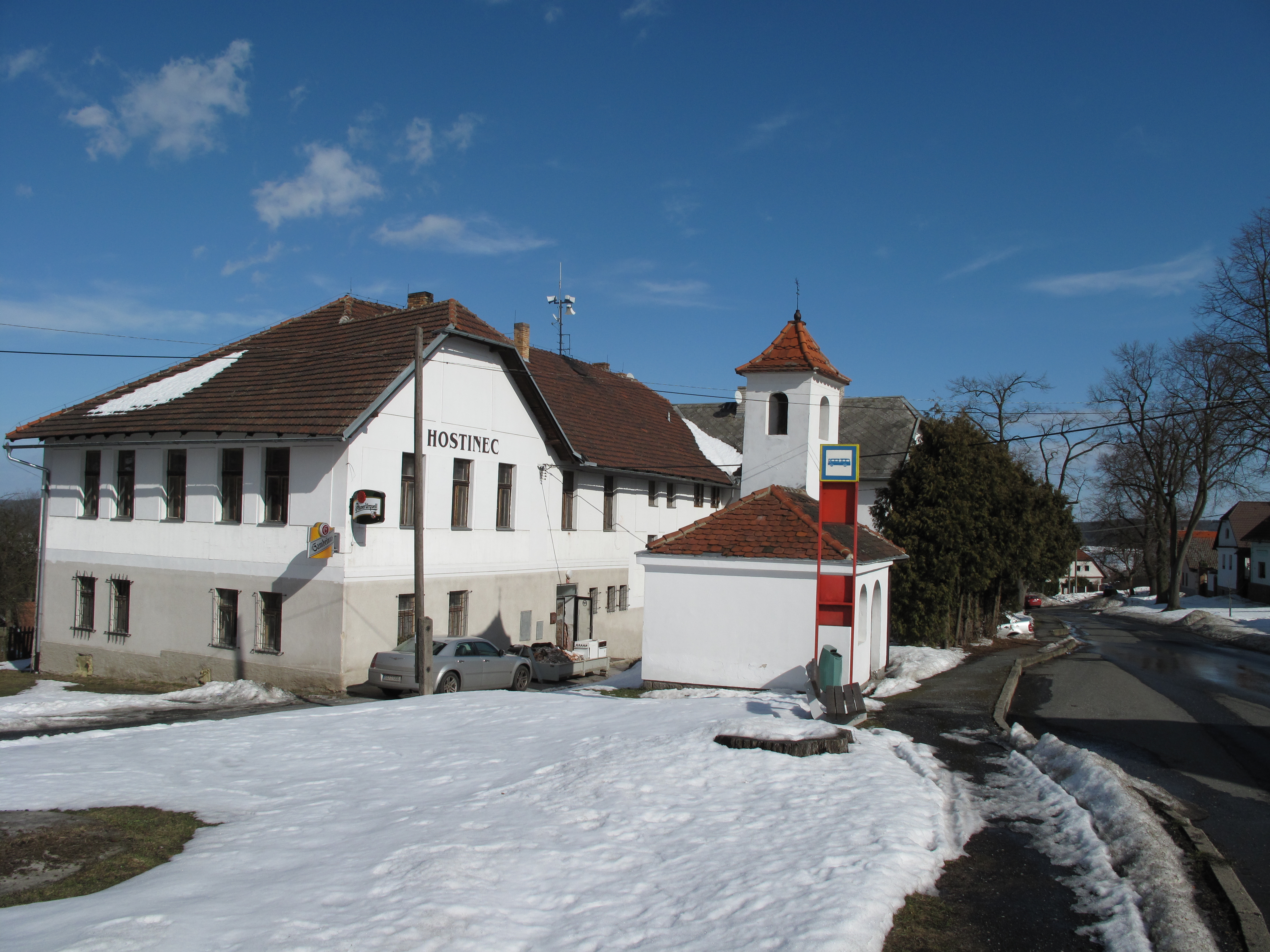
Hostinec a kaple Panny Marie přebudovaná na autobusovou čekárnu

První písemná zmínka o vesnici pochází z roku 1320.

## Obyvatelstvo
| Rok            | 1869 | 1880 | 1890 | 1900 | 1910 | 1921 | 1930 | 1950 | 1961 | 1970 | 1980 | 1991 | 2001 | 2011 | 2021 |
| -------------- | ---- | ---- | ---- | ---- | ---- | ---- | ---- | ---- | ---- | ---- | ---- | ---- | ---- | ---- | ---- |
| Počet obyvatel | 403  | 413  | 416  | 366  | 347  | 340  | 295  | 256  | 236  | 217  | 175  | 131  | 134  | 153  | 215  |
| Počet domů     | 60   | 64   | 58   | 63   | 62   | 61   | 66   | 117  | 62   | 63   | 58   | 75   | 80   | 60   | 87   |

## Obecní správa
Při sčítání lidu v letech 1869–1950 Hradové Střimelice byly samostatnou obcí v okrese Český Brod. Od roku 1964 jsou částí obce Stříbrná Skalice v okrese Kolín, ale od 1. ledna 2007 v okrese Praha-východ.

## Pamětihodnosti
- Zaniklý hrad Hradové Střimelice ze 14. století na severovýchodním okraji vesnice. Ke zbytkům hradu nevede žádná turistická značka.

## Rodáci
Karel Pavlík (1900–1943), československý voják, odbojář